# Nematopogon pilella
Nematopogon pilella — вид метеликів родини довговусих молей (Adelidae).

## Поширення
Вид поширений майже по всій Європі. Присутній у фауні України.

## Опис
Розмах крил 13-16 мм. Тіло та крила сірувато-вохристого забарвлення. Голова блідо-помаранчева. Вусики жовті та довгі, у самців втричі довші за переднє крило, у самиць — вдвічі довші.

## Спосіб життя
Трапляється у болотистих змішаних та листяних лісах. Метелики літають у червні-липні. Гусениці живляться опалим листям чорниці. Живуть личинки у чохлику.